# Wölfersheim
Wölfersheim là một đô thị ở huyện Wetterau, bang Hessen, Đức. Đô thị Wölfersheim có diện tích 43,15 km², dân số thời điểm ngày 31 tháng 12 năm 2006 là 9798 người. Đô thị này có cự ly khoảng 34 km về phía bắc của Frankfurt am Main. 
Đô thị này có 5 khu phố:
- Wölfersheim
- Södel
- Melbach
- Berstadt
- Wohnbach